# Епархия Пресвятой Девы Марии Ливанской в Париже
 Епархия Пресвятой Девы Марии Ливанской в Париже (лат. Eparchia Dominae Nostrae Libanensis Parisiensis Maronitarum, фр. Éparchie Notre-Dame du Liban de Paris des Maronites) — епархия Маронитской католической церкви с кафедрой в Париже. Кафедральным собором епархии является церковь Пресвятой Девы Марии Ливанской в Париже.

## История
Епархия образована 21 июля 2012 года Папой Римским Бенедиктом XVI. Юрисдикция епархии распространяется на верующих Маронитской католической церкви, проживающих на территории Франции. Ранее маронитские верующие находились под юрисдикцией Ординариата Франции для верных восточного обряда.

## Епископы
- с 21 июля 2012 года — Насер Жмайель .